# Прекмурська гибаниця
Прекмурська гибаниця (словен. prekmurska gibanica) — страва словенської кухні, один з різновидів балканської гибаниці. Ця страва походить з Прекмур'я, невеликого регіону Словенії зі значними угорською та ромською спільнотами. У 2010 році прекмурська гібаниця набула статусу національного делікатесу в Словенії.

## Опис
Зазвичай прекмурська гибаниця має вісім шарів (може бути й більше) і чотири начинки, що йдуть у такому порядку: насіння маку, сир, мелені волоські горіхи та терті яблука. Між начинками розміщені коржі, для максимальної соковитості просочені солодкою сметаною і вершками. Прекмурська гибаниця подається як десерт на національних святкових заходах.
Раніше гибаницю пекли виключно в круглих глиняних горщиках.

## Історія
Перша згадка про прекмурську гибаницю відноситься до 1828 року, коли письменник Йожеф Косич в есе Croaten und Wenden in Ungern описував словенське весілля (по-прекмурськи gostüvanje): «Весілля ніколи не проводиться без гибаниці <...> Вона робиться так: тісто розкочують до тонкого стану, посипають капустою, ріпою або сиром. Потім так само посипають другий шар тіста. Таким чином, складають 10 або 11 таких шарів, і виходить пиріг, що одразу впадає в око».
Також рецепт прекмурської гибаниці можна зустріти в етнографічному дослідженні Вилко Новака «Ljudska prehrana v Prekmurju» («Народна кухня в Прекмур'ї») 1947 року та в книзі Івана Возеля «Slovenske narodne jedi» («Словенські національні страви») 1964 року.
Прекмурська гибаниця представляла Словенію на культурному заході Café Europe у 2006 році.